# 2022 az irodalomban
A 2022. év az irodalomban.		

## Események
- február 10. – Bejelentették, hogy a március közepére tervezett Lipcsei Könyvvásár a Covid19-pandémia okozta bizonytalanság miatt ismét elmarad, immár harmadik éve.[1]
- június 9-től 12-ig – 93. Ünnepi könyvhét (Budapest: Vörösmarty tér és Duna-korzó)
- szeptember 29-től október 2-ig – 27. Budapesti Nemzetközi Könyvfesztivál, Millenáris Park[2]
- december 30. – A Litera.hu irodalmi portál Áramszünet című előszilveszterén ünnepli 20. születésnapját.[3]

## Világnapok és nemzetközi akciónapok
- március 3. – A könyv világnapja (minden év március első csütörtökje)[4]
- március 21. – A költészet világnapja (a marokkói kormányzat kezdeményezésére az UNESCO közgyűlése 1999. november 18-án nyilvánította világnappá)
- április 2. – Nemzetközi Gyerekkönyvnap (1967 óta, a Gyermekkönyvek Nemzetközi Tanácsának (IBBY) kezdeményezésére, Hans Christian Andersen dán meseíró születésnapján)[5]
- április 23. – A könyv és a szerzői jog világnapja (1966 óta, az UNESCO kezdeményezésére, Cervantes és Shakespeare halálának napján). A világ könyvfővárosa ettől a naptól kezdve egy évig a mexikói  Guadalajara.[6]

## Új könyvek
Magyar szerzők könyvei
- Szerk. Margócsy István: Petőfi Sándor emlékezete
- Nagy Gerzson: Ablak az Ontario-tóra
- Tóth Krisztina: A majom szeme
- Szerk. Laczó Ferenc, Vadas András és Varga Bálint:  Magyarország globális története 1869–2022

Külföldi szerzők magyarra fordított könyvei (első kiadás)
- Maggie O’Farrell: Hamnet, fordító: Schultz Judit
- Damon Galgut: Az ígéret (The Promise), fordító: Mesterházi Mónika
- Donatella Di Pietrantonio: Halásznegyed (Borgo Sud), fordító: Todero Anna

Idegen nyelvű könyvek (még nincs fordításuk)
- Spin Dictators

## Halálozások
- január 13. – Fenákel Judit magyar író (* 1936)
- január 24. – Kabdebó Lóránt magyar irodalomtörténész, kritikus (* 1936)
- január 27. – Rónaszegi Miklós magyar író, szerkesztő, ifjúsági író (* 1930)
- március 11. – Galgóczy Árpád magyar költő, műfordító (* 1928)
- március 16. – Mesterházi Márton magyar műfordító, szerkesztő, irodalomtörténész, dramaturg (* 1941)
- március 21. – Juz Aleskovszkij orosz író, költő, dalszerző (* 1929)
- március 22. – Szkárosi Endre magyar költő, műfordító, kritikus, irodalomtörténész (* 1952)
- április 9. – Henry Patterson, írói nevén Jack Higgins, brit író (* 1929)
- április 11. – Görgey Gábor magyar író, költő, műfordító, dramaturg, rendező (* 1929)
- április 18. – Valerio Evangelisti olasz író (* 1952)
- március 23. és május 12. között – Volodimir Volodimirovics Vakulenko ukrán költő, író (* 1972)
- június 4. – Moldova György magyar író (* 1934)
- június 4. – Horváth Péter közgazdász, üzletember, egyebek között a magyar irodalom és kultúra mecénása, a Horváth Péter irodalmi ösztöndíj létrehozója (* 1937)
- június 29. – Böszörményi Gyula magyar író (* 1964)
- augusztus 9. – Nicholas Evans angol újságíró, forgatókönyvíró, regényíró (* 1950)
- szeptember 4. – Peter Straub amerikai író, költő (* 1943)
- szeptember 11. – Javier Marías spanyol író, műfordító, publicista (* 1951)
- szeptember 12. – Dérczy Péter magyar irodalomtörténész, szerkesztő, kritikus (* 1951)
- október – Kabai Lóránt magyar költő, író (* 1977)
- október 22. – Leszek Engelking lengyel író, költő, esszéista, kritikus (* 1955)
- november 19. – Greg Bear amerikai sci-fi író és illusztrátor (* 1951)
- november 24. – Hans Magnus Enzensberger német költő, író, műfordító, szerkesztő-kiadó (* 1929)
- december 7. – Kertész Ákos magyar író, filmdramaturg (* 1932)
- december 15. – Håkan Lindquist svéd író, műfordító (* 1958)
- december – Kemenes Géfin László magyar író, költő (* 1937)

## Évszázados évfordulók
- február 2. – Párizsban megjelenik könyv alakban James Joyce Ulysses című regénye